# Aldobrandino d'Este (vescovo)
Aldobrandino d'Este (Ferrara, 1325 – Ferrara, 30 ottobre 1381) è stato un vescovo cattolico italiano.

## Biografia
Figlio naturale di Rinaldo II d'Este, nel 1344 intraprese vita ecclesiastica e fu eletto Vescovo di Adria nel 1348. Durante il suo mandato a Modena sostenne la causa della famiglia contro i Visconti. Fu più volte scomunicato dal cardinale Egidio Albornoz per non volere pagar le tasse che venivano imposte al clero contro i ghibellini. Si prodigò nell'aiuto ai poveri e ai bisognosi.

## Genealogia episcopale
La genealogia episcopale è:
- Vescovo Francesco
- Vescovo Aldobrandino d'Este

## Stemma
| Immagine | Blasonatura |
| -------- | --- |
| \| \|    | Aldobrandino d'Este Vescovo di Adria Vescovo di Modena Vescovo di Ferrara D'azzurro, all'aquila d'argento, rostrata, lampassata e coronata d'oro. Lo scudo, accollato a una croce astile d'oro, posta in palo, è timbrato da un cappello con cordoni e nappe di verde. Le nappe, in numero di dodici, sono disposte sei per parte, in tre ordini di 1, 2, 3. |
|          | |